# Émile Mas (artiste)
Pour les articles homonymes, voir Mas.
Émile Auguste Mas, né à Paris le 5 avril 1853 et mort à Paris 14e le 7 octobre 1923, est un peintre, dessinateur, lithographe et illustrateur français.

## Biographie
Né de Héloïse Rosine Deroy et Jean Antoine Auguste Mas rue du Pré-aux-Clercs. Du côté de sa mère, il est le neveu du graveur-lithographe Auguste Victor Deroy et le petit-fils du peintre-lithographe Isidore Laurent Deroy. Émile Mas apprend l'art de peindre sans doute auprès de ses proches, mais aussi dans les ateliers de Auguste Leloir et Isidore Pils. Il présente ses premiers dessins au Salon de Paris en 1879, puis en 1880, une toile intitulée Les canotiers.
Sous la signature d'Émile Mas, il commence dans les années 1870 par produire des lithographies (parfois signées avec Auguste Victor Deroy), puis il exécute de nombreux dessins pour des périodiques illustrés : L'Illustration (dès 1880), le Journal des voyages (dès 1887), Le Petit Français illustré (1889-1905), L'Almanach de la vie en culotte rouge (1903)... 
Il est, par ailleurs et ce à partir de 1881, illustrateur d'ouvrages de bibliophilie, entre autres avec Octave Uzanne, et pour la jeunesse, principalement pour l'éditeur Armand Colin, où il produit aussi des planches illustrées pédagogico-nationalistes gravées par Michelet, et pour l'imprimeur Paul Auguste-Godchaux (couvertures de cahiers et planches éducatives),.
Le 6 novembre 1883, il épouse à Paris 4e, Pauline Marguerite Nicole, fille du promoteur Paul Alexandre Nicole (1832-1904), également père de Suzanne Carr.
Émile Mas meurt le 7 octobre 1923, à son domicile parisien, au 5 de la rue Sophie-Germain.

## Ouvrages illustrés

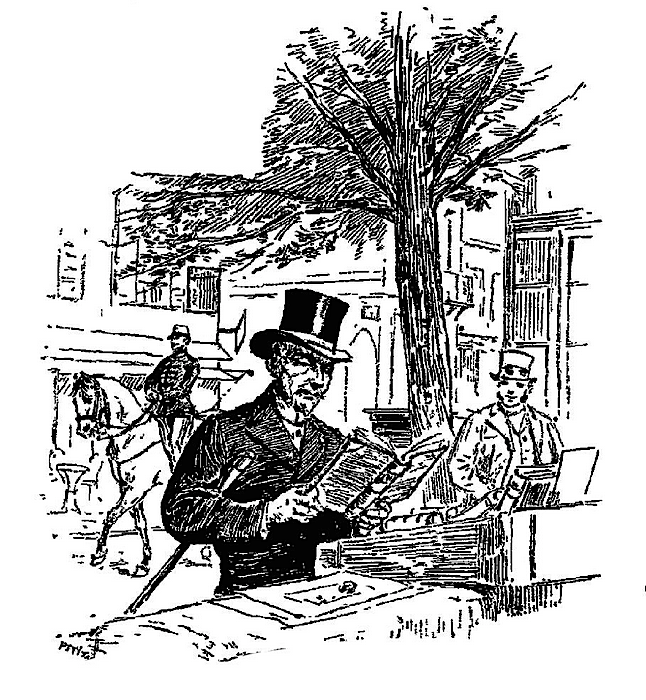
« Le client », dessin pour Physiologie des quais de Paris (1887).

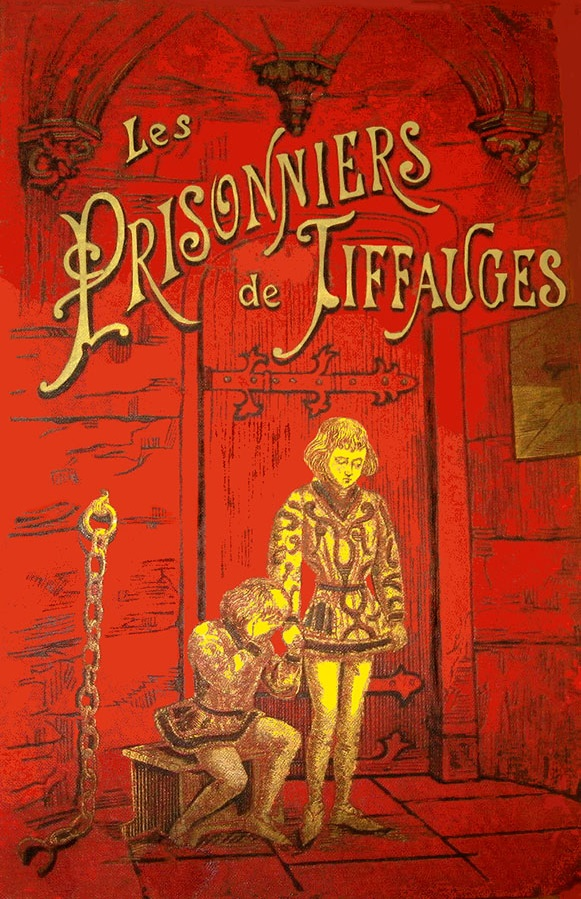
Couverture des Prisonniers de Tiffauges (1892).

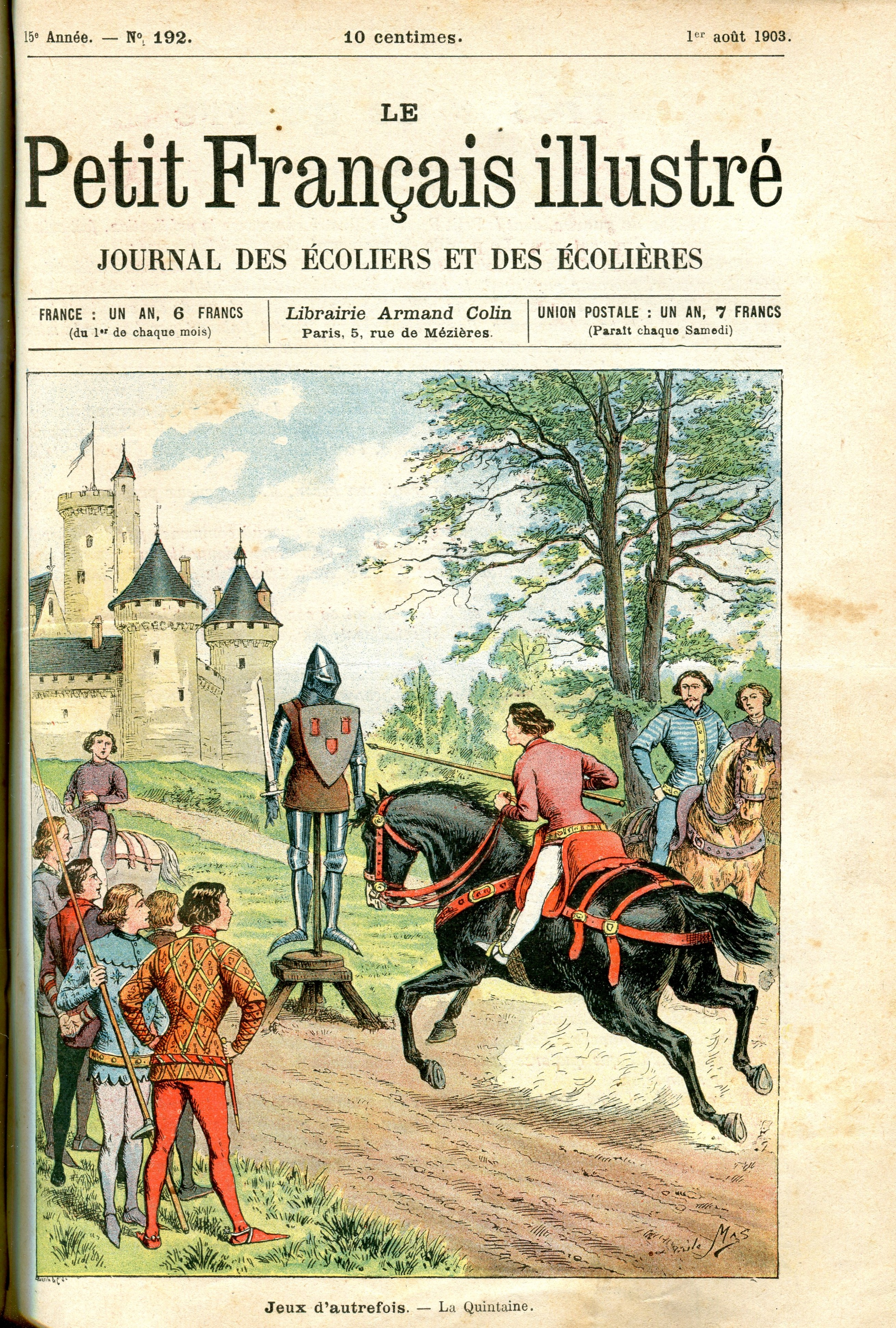
Une du Petit Français illustré, août 1903.

Il ne doit pas être confondu avec l'écrivain et critique de théâtre Émile Mas (1866-1950).
- Costumes des Sables d'Olonne et de ses environs, album lithographié, E. Morier & Impr. Lemercier, 1876.
- Jean-Jacques Magne (éd.), L'Industrie en Images. Histoire de toutes les matières premières, fascicules 1, 2 et 5, L. Michel, 1881.
- Jules de Marthold, Contes sur la branche, Tresse, 1881.
- Ludovic Halévy, La Famille Cardinal, dessins gravés par Massard, Calmann Lévy, 1883.
- Paul Mahalin, Les Patriotes, frontispice, Frinzine et Klein, 1885.
- Octave Uzanne, Physiologie des quais de Paris. Bouquinistes et bouquineurs[10], Maison Quantin, 1887.
- Léon Gozlan, Les émotions de Polydore Marasquin, dessins avec Gustave Fraipont, Librairie illustrée - Paul Ollendorff, 1887.
- Émilie Carpentier, La Rançon de Roger, Lefèvre et Guérin , 1887
- Eugène Muller, La Mionette, dessins avec Gustave Fraipont, Librairie illustrée, 1888.
- Georges Ohnet, Les Dames de Croix-Mort, Librairie illustrée, 1888.
- Daniel Defoe et Jean Dumoulin (éd.), Aventures de Robinson Crusoé, H. Delarue, vers 1888.
- Alfred de Vigny, Cinq-Mars ou une conjuration sous Louis XIII, ornementation, Maison Quantin, 1889.
- Benjamin Pifteau, Les marins, H. Delarue, vers 1890.
- Stella Blandy, La Teppe aux merles, Armand Colin, 1890.
- C. de Vérigny, Voyage du matelot Jean-Paul en Australie, A. Colin, 1890.
- Abel Picard, La Terre des fleurs, 27 dessins, Chez Charavay, Mantoux et Martin, 1890.
- Marie Delorme, Yves Kerhelo, A. Colin, 1891.
- Mme Magbert, Histoire véridique d'un vaurien. Le père Giroflée, A. Colin. 1891.
- Albert David-Sauvageot, Ennemis d'enfance. Roman pour les adolescents, dessin avec A. Deroy, A. Colin, 1891.
- Charles Normand, L'Émeraude des Incas, A. Colin, 1892.
- Edgar Monteil, Le Roi Boubou, Chez Charavay, Mantoux et Martin, 1892.
- Octave Uzanne, La Femme et la Mode. Métamorphose de la parisienne, frontispice de Félicien Rops, 160 dessins avec Albert Lynch, Librairies-imprimeries réunies May & Motteroz, 1892.
- Émilie Carpentier, Vouloir c'est pouvoir, A. Hatier, 1892.
- Émilie Carpentier, Les prisonniers de Tiffauges, dessins gravés par Guillaume, A. Hatier, 1892.
- Louis Boussenard, Aventures, périls et découvertes des Grands explorateurs en Afrique, au Pôle Nord et en Océanie, dessins avec Sahib, Jules Férat, Charles Clérice, Librairie illustrée, 1894.
- H. Blanc, Travaux et progrès, Librairie Gedalge, 1900.
- (en) Barbey d'Aurevilly, Weird Women, frontispice, dessins avec William Adolphe Lambrecht et René Lelong [gravures ?], Charles Carrington: Lutetian Bibliophile Society's, [1900][11].
- Sylvie Trebucq, Le Moulin des trois chênes, Librairie Gedalge, vers 1900.
- Pour les tout petits : lecture sur la morale, à l'usage des écoles maternelles et des divisions élémentaires des écoles primaires, Combet, 1901.
- Eumène Queillé, Autour de la Bulgarie, dessins avec Albert Robida gravé par Léon Ruffe, P. Renouard, 1902.
- Marie Guerrier de Haupt, Aventures de trois enfants algériens, A. Hatier, 1903.
- Jean Villiot, pseud. de George Augustus Sala (en) et James Campbell Reddie (en), La Maison de la verveine, dessins avec Martin Van Maele, Librairie des bibliophiles parisiens - Charles Carrington, 1904.
- Adrienne Cambry, La Vierge de Raphaël, A. Hatier, 1905.
- Louis Desnoyers, Aventures de Robert - Robert et de son fidèle compagnon, Delarue, s.d. [avant 1908].
- Mathieu Fournier, Le Docteur Solidor. Contes du samedi, Librairie Gedalge, 1910.
- Léon Peigné, Jeunesse et vaillance, contes patriotiques, Librairie Gedalge, 1916.
- Jeanne Girard, Petits et grands, Librairie Gedalge, [1926].
- Blanche Cremnitz, Charlotte et ses amis, Librairie Gedalge, [1927].
- Place au théâtre, anthologie, Berger-Levrault, [1932].